# Reserva natural Ilmen
La reserva natural Ilmen (en ruso: Ильменский заповедник), también conocida como Ilmensky, es un zapovédnik ruso (reserva natural estricta) que fue creada por decreto de Vladímir Lenin, el 14 de mayo de 1920 como una reserva natural mineralógica. Es el sitio de depósitos de muchos minerales de tierras raras: aquí se descubrieron por primera vez dieciséis minerales, incluida la ilmenita (llamada así por el sitio), la monacita, la cancrinita y la samarskita-(Y). A lo largo de los años ha habido más de 400 minas en la zona. El museo geológico de la Reserva es uno de los más grandes de Rusia. La cubierta forestal está formada por bosques de pinos y alerces en las colinas bajas de los montes Ilmen y en las crestas de las estribaciones en el lado este de los Montes Urales del sur. 
La reserva está situada justo al norte y al este de la ciudad de Miass, en el distrito administrativo (raión) de Chebarkul del Óblast de Cheliábinsk, a unos 20 km al este del parque nacional Taganay y a 75 km al oeste de la ciudad de Chelyiábinsk.

## Topografía

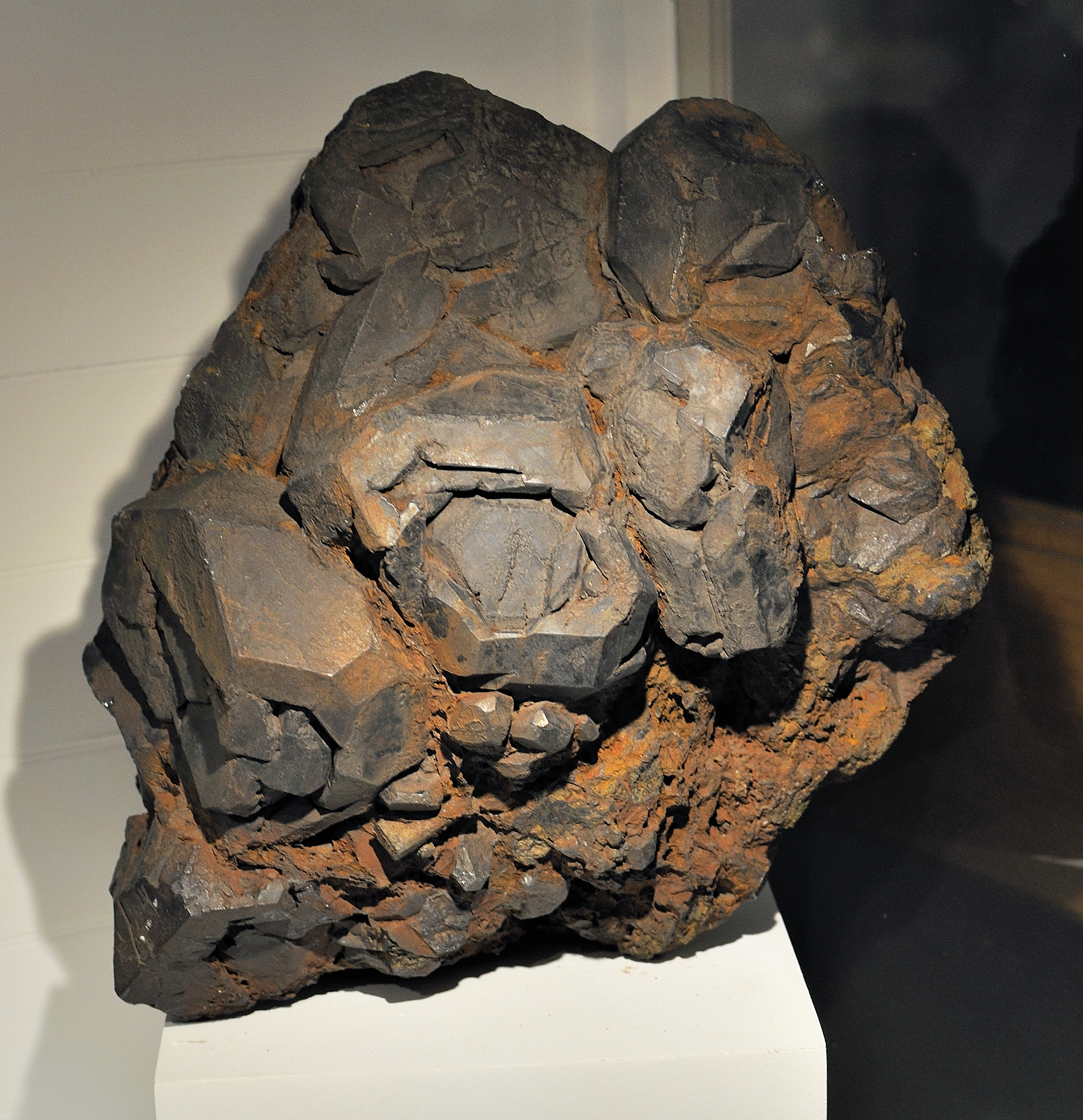
Ilmenita, el mineral de titanio más importante, fue descubierto por primera vez en la de la reserva Ilmen

La reserva está situada en la vertiente este de los Montes Urales del Sur, donde el terreno se aplana desde montañas bajas (400 metros de altitud) hasta un distrito de lagos y colinas. La reserva tiene forma rectangular, 70 km de norte a sur y 10 km de oeste a este. El río Miass corre de norte a sur a lo largo del borde occidental de la reserva. El punto más alto, Ilmen Tau, se encuentra a 750 metros sobre el nivel del mar.
La geología de la reserva está formada por una variedad compleja de rocas ígneas y metamórficas. Las formaciones graníticas contienen muchas vetas de pegmatita con minerales asociados. En la reserva se has registrado hasta 278 especies de minerales diferentes y 70 tipos de rocas.

## Clima y ecorregión
La reserva se encuentra en la ecorregión de la estepa forestal kazaja, una ecorregión esteparia con largos «bosques de cinta» de pinos; situada entre 300 y 500 millas más al norte que el bosque europeo ruso. Esta ecorregión tiene más humedales y más clima continental que el bosque estepario de Europa oriental.
El clima característico de la región en que se encuentra la reserva es un clima continental húmedo, con verano cálido (clasificación climática de Köppen (Dfb)). Este clima se caracteriza por grandes cambios de temperatura, tanto diurnos como estacionales, con veranos suaves e inviernos fríos y nevados. La temperatura promedio en enero es de −14 °C (6,8 °F) y de 17 °C (62,6 °F) en julio. Las precipitaciones varían de 500 a 800 mm por año, con un máximo en verano. La nieve alcanza una profundidad de un metro y la capa de nieve dura un promedio de 195 días. El período sin heladas dura entre 80 y 90 días.

## Flora y fauna

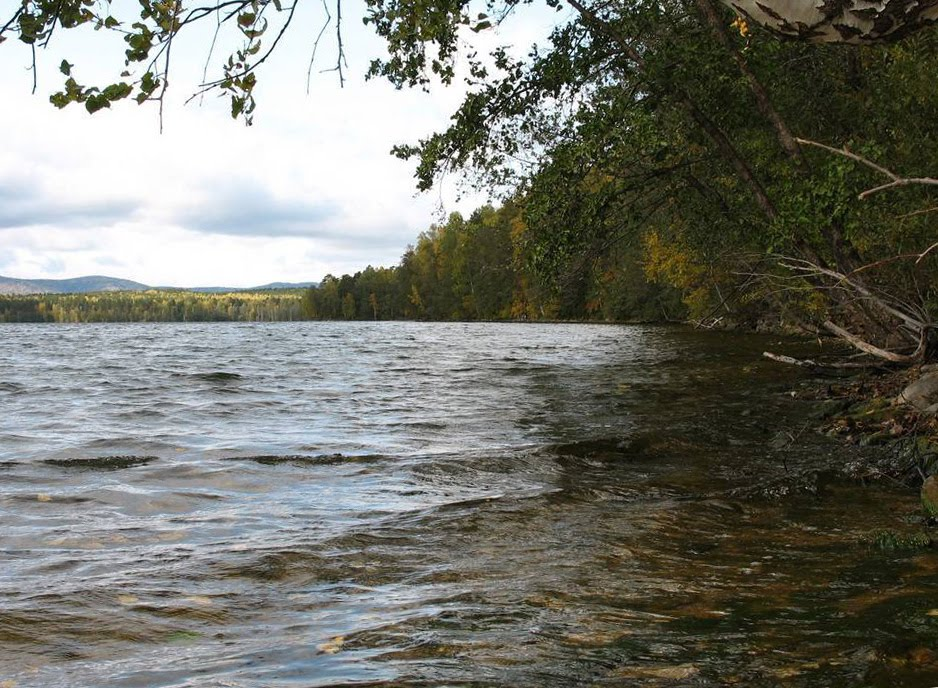
La reserva Ilmen (izquierda) está en la orilla oeste del lago Bolshoy Kisegach.

La taiga oscura se extiende al oeste, en las crestas de los montes Ilmen se encuentra más bien en una subzona de bosques de pinos y abedules. Los bosques cubren el 85 % de la reserva, de los cuales el 55 % son pinos (Pinus sylvestris) y alrededor del 40 % abedules. El 5 % restante es principalmente praderas y estepas. Debido a que el 9 % de la reserva está formada por lagos y ríos, las llanuras aluviales circundantes y los abedules muertos proporcionan un buen hábitat para los hongos que son objeto de estudio en el sitio. A lo largo de la historia de las reservas, los mamíferos y aves de la región han sido objeto de frecuentes publicaciones científicas.

## Ecoturismo
Como ocurre con el resto de reservas naturales estrictas, está en su mayor parte cerrada al público en general, aunque aquellas personas que adujan fines científicos o de «educación ambiental» pueden llegar a acuerdos con la administración del parque para realizar visitas guiadas. También hay muchas rutas «ecoturísticas» en la reserva que están abiertas al público general, pero los permisos pertinentes deben obtenerse con dos semanas de antelación y deben solicitarse en la oficina principal, que se encuentra en la ciudad de Miass.

## Museo mineralógico

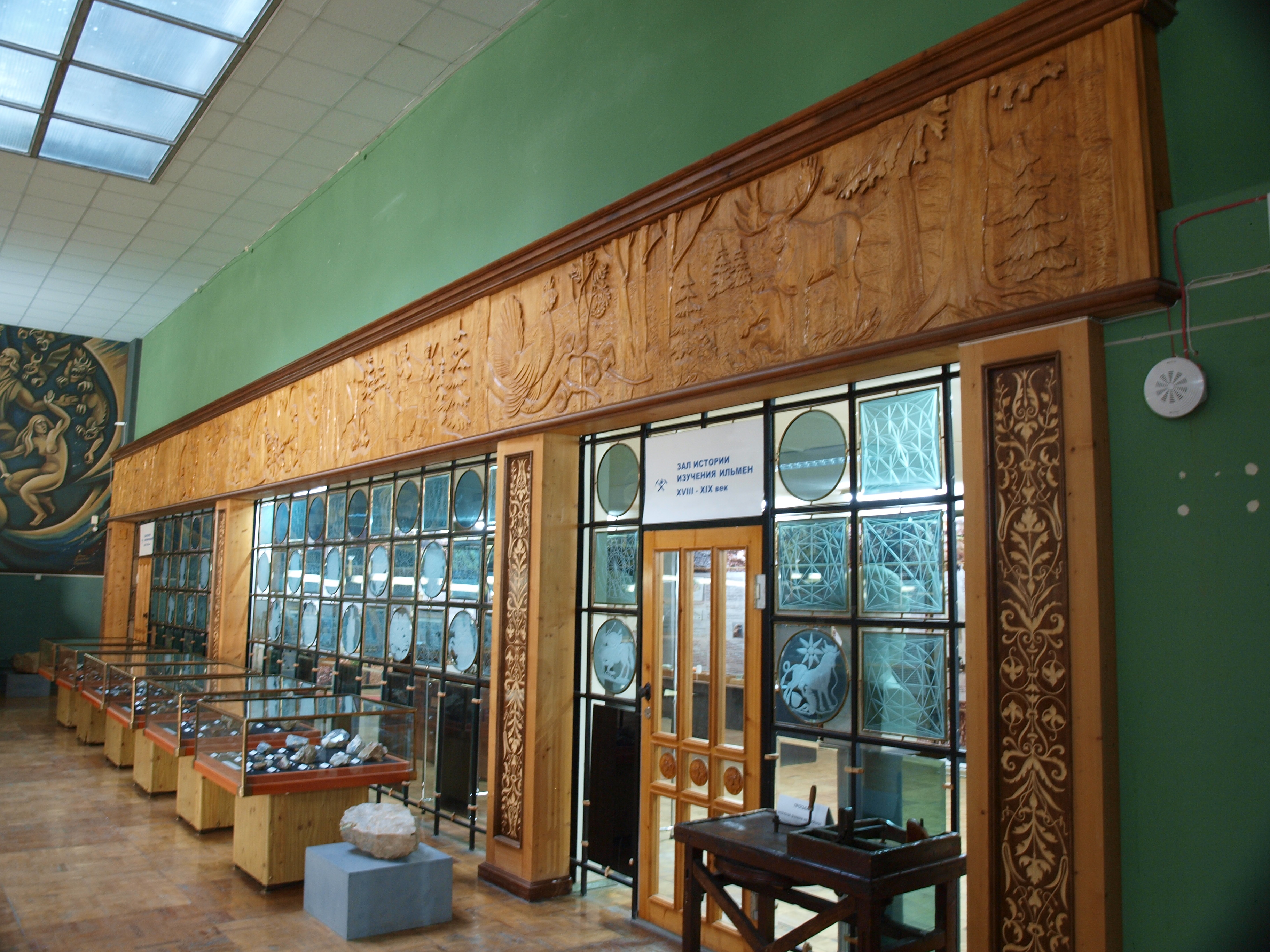
Vista del museo

El Museo de Ciencias Naturales de la Reserva situado en la ciudad de Miass, creado en 1925, es uno de los cinco museos geológico - mineralógicos más grandes de Rusia. Se encuentra ubicado en un edificio de tres plantas, cuenta con seis salas y una superficie total de 2050 m². La fundación que gestiona el museo cuenta con 30 000 unidades de almacenamiento, de las cuales 9000 están expuestas. El museo es un importante centro regional de educación en ciencias naturales y recibe 50 000 visitantes al año.